# 게오르기스 쿨리코우스
게오르기스 쿨리코우스(라트비아어: Georgijs Kuļikovs, 러시아어: Георгий Степанович Куликов 게오르기 스테파노비치 쿨리코프[*], 1947년 6월 11일 ~ )는 라트비아의 전직 수영 선수로 1968년 하계 올림픽과 1972년 하계 올림픽에 출전했다.

## 인물 정보
게오르기스 쿨리코우스는 1962년에 다이빙을 시작했다. 그는 1966년 유럽 선수권 대회 400m 자유형 계주에서 은메달을 획득했고 100m 자유형에서 4위를 했다.
쿨리코우스는 1968년 멕시코시티 하계 올림픽때 400m 자유형 계주에서 은메달을 획득했고 800m 자유형 계주에서 동메달을 획득했다. 그는 100m 자유형에서 6위를 했다.
쿨리코우스는 1970년 유럽 선수권 대회에서 최초의 국제 대회 개인전 메달을 획득했다. 그는 100m 자유형과 200m 자유형에서 동메달을 획득했다. 그는 400m 자유형 계주에서 금메달을 획득했고 800m 자유형 계주에서 은메달을 획득했다.
쿨리코우스는 1972년 하계 올림픽 400m 자유형 계주에서 은메달을 획득했다.
그는 1974년 유럽 선수권 대회 400m 자유형 계주와 800m 자유형 계주에서 2개의 은메달을 획득했다.

## 참조
1. ↑  “올림픽”. sports-reference. 2012년 5월 5일에 확인함.[깨진 링크(과거 내용 찾기)]